# Múslim ibn Uqba
Múslim ibn Uqba al-Murrí o, senzillament, Múslim ibn Uqba (Najd, 622 - al-Muixal·lal, 683), conegut com «el Borni» perquè li mancava un ull, fou un general de la tribu dels Banu Murra, al servei dels califes omeies sufyànides.
Va dirigir una divisió a la batalla de Siffin. Després va atacar l'oasi de Dúmat al-Jàndal, en poder d'Alí ibn Abi-Tàlib, però va fracassar. Després fou encarregat del kharaj o impost de la terra a Palestina, ofici lucratiu del que no es va aprofitar. Muàwiya I, al seu llit de mort, li va encarregar la regència juntament amb ad-Dahhak ibn Qays aix-Xaybaní, fins a l'arribada de Yazid I que era a Anatòlia amb l'exèrcit.
Yazid el va enviar junt amb altres a Medina per convèncer els ansars de sotmetre's. En no aconseguir-ho, el califa va decidir recórrer a la força i va encomanar la missió al mateix Múslim, que estava malalt. Va obeir i pel camí va trobar, al Wadi l-Kurra, als pro-meies expulsats de Medina que el van informar de la situació. Després, en arribar a Medina, va iniciar converses durant tres dies amb la ciutat i al quart dia va decidir atacar (26 o 27 d'agost de 683) i els rebels foren derrotats. Els sirians van entrar a la ciutat, que fou saquejada; a les poques hores Múslim hi va posar fi i va restablir la disciplina de les tropes. Va jutjar els caps rebels i va nomenar governador Rawh ibn Zinbà. Llavors va marxar a la Meca per atacar a Abd-Al·lah ibn az-Zubayr, però a causa de la malaltia que patia es va haver d'aturar a al-Muixal·lal, deixant el comandament a al-Hussayn ibn Numayr. Va morir poc després a al-Muixal·lal. A la seva mort tenia més de 60 anys (alguns fonts diuen que 90) i era pobre, per a la seva posició.